# گراسساو (زاکسونی)-آنهالت
گراسساو (زاکسونی)-آنهالت (به آلمانی: Grassau) یک منطقهٔ مسکونی در آلمان است که در بیسمارک واقع شده‌است. گراسساو  ۲۸۸ نفر جمعیت دارد.